# Thomas Kotlarek
Thomas Kotlarek est un auteur de bande dessinée français né en 1980 au Puy-en-Velay. Diplômé d'une école de cinéma, il est également documentariste.

## Biographie
Natif du Puy-en-Velay, Thomas Kotlarek sort diplômé de l'école de cinéma ARFIS de Lyon et se lance dans la vie professionnelle. Il travaille dans le cinéma ou sur des documentaires en tant que chef opérateur, cadreur, monteur ou premier assistant réalisateur avant de fonder, en 2003, sa propre société, Les Films de la Jonque. Parallèlement, il se lance dans le scénario de bande dessinée. 
En 2013, épaulé par le dessinateur Jef, il adapte en bande dessinée le best-seller de Charles Duchaussois Flash ou le Grand Voyage,.

## Publications
- Flash ou le grand voyage, scénario de Thomas Kotlarek d'après le roman de Charles Duchaussois, dessin et couleur de Jef, Des ronds dans l'O, 2013 [2],[3].
- Une Histoire de France, scénario de Thomas Kotlarek, assisté pour le tome 1 de Michel Onfray, dessin et couleur de Jef, Le Lombard,

1. La Dalle rouge, 2019 [4]
2. Mystérieuses barricade, 2019 [5]
3. État Pathologique, 2021